# Diecezja Antsirabé
Diecezja Antsirabé (łac. Diœcesis Antsirabensis) – diecezja rzymskokatolicka na Madagaskarze, powstała w 1913 jako prefektura apostolska Betafó. Podniesiona do rangi wikariatu apostolskiego w 1918. Przemianowana na wikariat Antsirabé w 1921. Podniesiona do rangi diecezji w 1955.

## Główne świątynie
- Katedra: Katedra Matki Bożej z La Salette w Antsirabé

## Biskupi diecezjalni
Biskupi
- bp Jean Pascal Andriantsoavina (od 2023)
- bp Philippe Ranaivomanana (2009–2022)
- bp Félix Ramananarivo, M.S. (1994–2009)
- abp Philibert Randriambololona, S.J. (1989–1992)
- bp Jean-Maria Rakotondrasoa, M.S. (1974–1989)
- bp Claude Rolland, M.S. (1955–1973)

Wikariusze apostolscy
- bp Joseph-Paul Futy, M.S. (1947–1955)
- bp Édouard Rostaing, M.S. (1942–1946)
- bp François-Joseph Dantin, M.S. (1918–1941)

Prefekci apostolscy
- bp François-Joseph Dantin, M.S. (1913–1918)